# Кортина-д’Ампеццо
Корти́на-д’Ампе́ццо (итал. Cortina d'Ampezzo [korˈtiːna damˈpɛttso], вен. Cortina d’Anpezo, романш. Anpëz, ранее нем. Petsch-Hayden) — итальянский город в горной области Кадоре провинции Беллуно области Венеция; зимний курорт в Доломитовых Альпах. Расположен на высоте около 1200 метров над уровнем моря. Постоянное население около 5,6 тыс. жителей (во время зимнего сезона возрастает в 6-8 раз).
По состоянию на 2012 год в окрестностях Кортины действует 38 подъёмников, из которых большинство (26) кресельного типа. Число лыжных трасс равно 72, причём 95 % из них представляют трассы с гарантированным снежным покровом. Общая длина трасс 120 км, а разброс их высот оставляет 1 715 метров.

## История
Во времена Римской империи территория входила в состав Цизальпийской Галлии. Первое упоминание селения Ampicium Cadubri (итал. Ampezzo del Cadore) обнаружено в нотариальной записи о продаже земель жителем Тревизо, датированной 15 июня 1156 года. 
В 1420 году горное поселение Ампеццо (как и вся область Кадоре) попало под власть Венецианской республики, которая, впрочем, признавала за горцами право на самоуправление.
В течение всего XIX века (вплоть до окончания в 1918 году Первой мировой войны) Доломиты входили в состав коронной земли Тироль и, соответственно, державы Габсбургов. При этом местные жители продолжали общаться между собой на ладинском наречии.
В 1862 году из Вены в Ампеццо приехал Пауль Грохман, один из отцов-основателей альпинизма. Его восхождения на соседние вершины привлекли в Кортину многих альпинистов, что сделало поселение известным за пределами Австро-Венгрии. Именем Грохмана названа одна из улиц города.
Во время Первой мировой войны в окрестностях Кортины происходили бои. Лишь в конце 1918 года итальянские войска вошли в посёлок, который по итогам войны вошёл в состав Италии. (Кортину посетил и служивший тогда в армии водителем грузовика Эрнест Хемингуэй.)
По окончании войны началось бурное развитие Кортины в качестве основного горнолыжного курорта межвоенной Италии. Необходимая для горнолыжного спорта инфраструктура отвечала последнему слову техники того времени. Курорт активно рекламировался в журналах, в том числе иностранных.
В Кортине-д’Ампеццо проходили съёмки голливудских фильмов «Розовая пантера» (1963) и «Только для твоих глаз» (1981). Одним из известнейших жителей послевоенной Кортины был альпинист Лино Лачеделли (1924-2009), первым покоривший гималайскую вершину К2.

## Спорт
Зимние Олимпийские игры 1944 года должны были состояться именно в Кортина-д’Ампеццо, но были отменены из-за Второй мировой войны. Только в 1956 году в городе прошли зимние Олимпийские игры, где впервые приняла участие сборная СССР.
Город принимал чемпионаты мира по лыжным видам спорта 1927 и 1941 годов, чемпионаты мира по горнолыжному спорту 1941 и 2021 годов, чемпионаты мира по бобслею и скелетону 1937 (двойки), 1950, 1954, 1960, 1966 (двойки), 1981, 1989, 1999 годов.
В Кортина-д’Ампеццо регулярно проводятся этапы кубков мира по горнолыжному спорту, бобслею, лыжным гонкам. Зимние Олимпийские игры 2026 года пройдут в Кортине и Милане.

## Достопримечательности
- В Кортине действуют три музея, где выставлены, в частности, изделия народных промыслов и археологические находки: Музей современного искусства имени Марио Римольди, Музей палеонтологии имени Ринальдо Дзардини[англ.] и этнографический музей. Колокольня приходской церкви

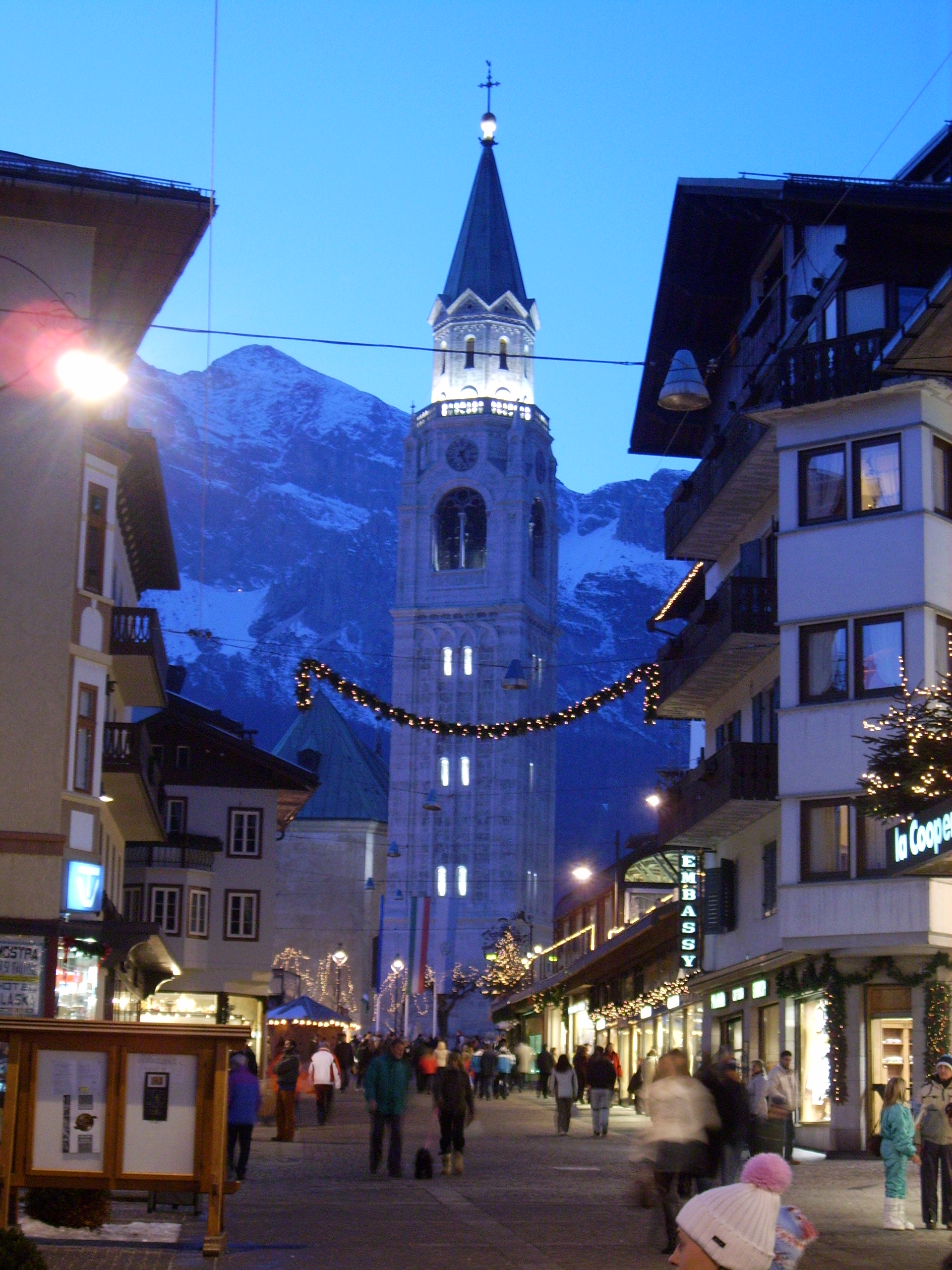
Колокольня приходской церкви

- Приходская церковь апостолов Филиппа и Иакова[итал.] — яркий пример стиля барокко, построенный в 1769—1775 годах на месте стоявшей здесь ранее готической церкви. Церковь расписана в стиле рококо Францем Антоном Цайлером[англ.] (1716—1794), который много работал над украшением храмов Тироля. Главный алтарь — творение Иоганна Мюзака (1773). Алтарная картина изображает мадонну и святых, которым посвящена церковь, и написана в 1679 году Антонио Санчи. Мюзаком же созданы и боковые алтари. Колокольня имеет долгую историю. В первом варианте она была построена в 1590 году. Существующая башня есть пятая по счёту. Её высота 69,5 м. На башне находятся несколько бронзовых колоколов разного размера, счастливо избежавших отправления в переплавку для пушечного производства во время Первой мировой войны. Данный приказ отменил лично император Карл, проезжавший через Кортину на фронт. Сообразно с посвящением храма небесными покровителями города считаются святые апостолы Филипп и Иаков (празднование 3 мая).
- Внимание многих гостей города привлекает необычная с инженерной точки зрения конструкция — под пешеходным мостом на разной глубине проходят обе ветви серпантинного поворота горной автодороги.

## Известные уроженцы
- Альвера, Ренцо (1933—2005) — итальянский бобслеист, многократный чемпион мира
- Дибона, Анджело (1879—1956) — один из пионеров альпинизма
- Лачеделли, Лино (1925—2009) — итальянский альпинист, первый покоритель вершины К2.
- Сьорпаэс, Серджо (род. 1934) — итальянский бобслеист, многократный чемпион мира

## Города-побратимы
- Каттолика, Италия (1971)
- Скарду, Пакистан (2010)